# Світське язичництво
Світське язичництво або гуманістичне язичництво — це світогляд, який підтримує чесноти й принципи, пов'язані з язичництвом, зберігаючи при цьому світський світогляд. Підходи до світського язичництва різняться, але можуть включати повагу до живих істот і самої Землі, відкидаючи при цьому віру в божества. Світські язичники можуть визнавати богинь/богів як корисні метафори для різних життєвих циклів або переосмислювати магію як суто психологічну практику.

## Історичні передумови
Упродовж християнізації Європи Отці Церкви регулярно секуляризували язичницькі божества і міфи через евгемеризм — практику, коли божества інтерпретуються як історичні постаті, яким у певний момент стали поклонятися як богам. Климент Олександрійський підсумував цей підхід у «Cohortatio ad gentes», звертаючись до язичників: «Ті, кому ви вклоняєтеся, колись були такими ж людьми, як і ви».
У 18-му столітті з'явилася значна кількість праць, які намагалися «розкрити» концепції античного світу, в тому числі язичницьких богів. Це породило раціоналістичні та атеїстичні інтерпретації античних міфологічних концепцій, а античні тексти іноді читалися так, ніби вони були написані сучасниками філософів Просвітництва, які обговорювали ті ж теми, що й вони, з тієї ж гуманістичної перспективи.

## Неоязичництво
Деякі прихильники сучасного язичництва розробили гуманістичні або світські підходи, де важливі аспекти язичницького світогляду приймаються, але божества не шануються як реальні або надприродні істоти. Ці підходи набувають найрізноманітніших форм.
У 19 столітті французький письменник Луї Менар використав термін «містичне язичництво» для своєї спроби створити заміну організованій релігії, в якій він використовував гуманістичний підхід, щоб визнати важливість символів та ірраціонального. Концепція мала значний вплив на поета Леконта де Ліля та парнаський рух.
Деякі язичницькі відродженці надихаються теоріями Карла Юнга про архетипи та колективне несвідоме. Юнг розглядав езотеричні та міфологічні теми у світській та науковій, але у не зневажливій манері.
«Безбожне язичництво: Голоси нетеїстичних язичників» (англ. Godless Paganism: Voices of Non-Theistic Pagans), американська антологія під редакцією Джона Халстеда, була опублікована у 2016 році й містить низку есе про світські підходи до язичництва. «Атеоязичництво: Шанобливий до Землі шлях, закорінений у науці» (англ. Atheopaganism: An Earth-Honoring Path Rooted in Science) була опублікована у 2019 році Марком Гріном і представляє методологію, обґрунтування, набір цінностей і практик для конфесії натуралістичного язичництва.

## Політична теологія
У контексті політичної теології філософ Одо Марквардстверджував, що поділ влади є «розчарованим поверненням політеїзму». Його есе 1979 року на цю тему «На похвалу політеїзму» (англ. In Praise of Polytheism) викликало суперечки серед німецьких науковців. На противагу Маркварду, філософ Якоб Таубес, який захищав секуляризовану версію апокаліптичної есхатології, стверджував, що секуляризованою, політичною версією язичництва є тоталітаризм.